# Peponidium velutinum
Peponidium velutinum är en måreväxtart som beskrevs av Arenes. Peponidium velutinum ingår i släktet Peponidium och familjen måreväxter. Inga underarter finns listade i Catalogue of Life.